# Ospedale Santa Maria Nuova
Az Ospedale Santa Maria Nuova az olaszországi Firenzében található, az azonos nevű téren. Ez a város legrégebbi, még ma is működő kórháza. 1285-ben alapította Folco Portinari, aki Dante szerelmének, Beatricének volt az apja.
Az épületet sokszor átépítették, legszebb részének árkádos portikuszát tartják, ami a 17. század elején épült. Ebben az előcsarnokban Pomarancio által festett félköríves freskók láthatóak, a bejárat mellett két oldalról pedig Bicci di Lorenzo V. Márton pápáról készült freskói. Az egyiken a pápa 1419-ben felszenteli az akkor újjáépült Sant'Egidio templomot, a másikon pedig megerősíti a kórház kiváltságait. A kórház udvarán újabb freskó látható Giovanni di San Giovannitól és egy Pietà dombormű Giovanni della Robbiától.